# Hyperolius parallelus
Hyperolius parallelus és una espècie de granota de la família dels hiperòlids que viu a Angola, Botswana, República del Congo, República Democràtica del Congo, Namíbia, Zàmbia i, possiblement també, a Gabon i Zimbàbue. Està amenaçada d'extinció per la pèrdua del seu hàbitat natural.